# استفاده از توییتر توسط چهره‌های مطرح

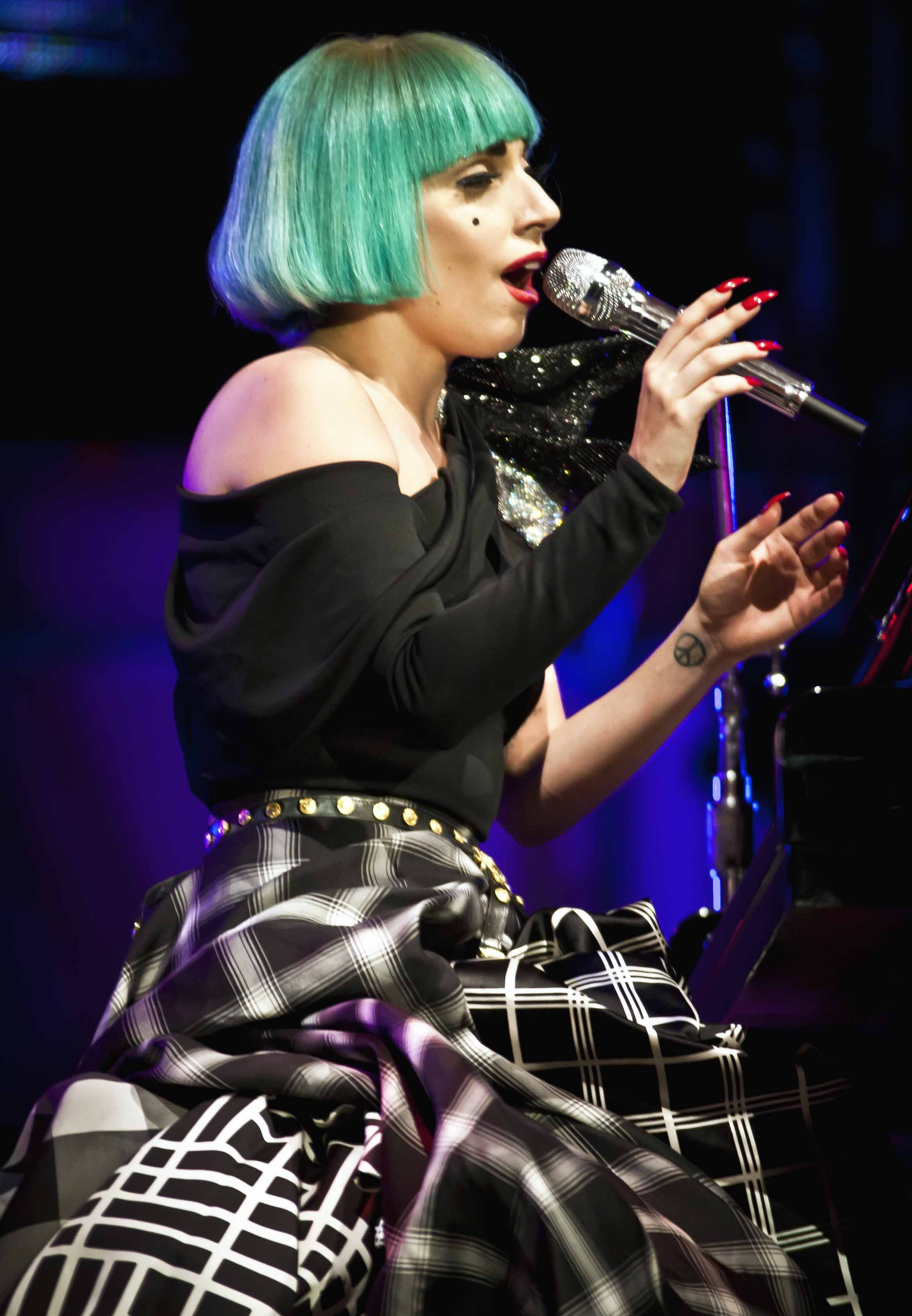
لیدی گاگا، چهره‌ای که از توییتر استفاده می‌کند

استفاده از توییتر توسط چهره‌ها و سیاستمداران برای توییتر و همچنین برای چهره‌های مشهور به عامل مهمی تبدیل شده‌است. مانند بسیاری از وبگاه‌های شبکه‌های اجتماعی، ارسال متون و تصاویر توسط چهره‌ها، افراد را به سمت وبگاه جذب می‌کند و این باعث افزایش فرصت تبلیغ می‌شود.  برای این منظور، توییتر دو امکان را برای کاربران پرمخاطب خود فراهم کرده‌است.
اولین امکان حساب‌های تأیید شده‌است. سامانه حساب تأیید شده در ژوئن ۲۰۰۹ معرفی شد. این سامانه، به خوانندگان توییتر ابزاری برای تمایز دارندگان اصلی حساب از کسانی که وانمود می‌کنند را فراهم می‌آورد. نمادی که در برابر نام حساب نمایش داده می‌شود نشان می‌دهد که توییتر اقداماتی را انجام داده‌است تا اطمینان حاصل کند که حساب دارای تأییدیه شخصی است که ادعا می‌شود یا نماینده آن است.  اما، صفحه ثبت نام عمومی برای به دست آوردن حساب‌های تأیید شده در سال ۲۰۱۰ متوقف شد. توئیتر توضیح داد که حجم درخواست‌های حساب‌های تأیید شده از توانایی آن برای مقابله کردن فراتر رفته‌است. 
در روش دوم، توییتر تلاش می‌کند تا با چهره‌ها و روابط عمومی رسانه‌ها همکاری کند تا آنها را ترغیب کند تا در تبلیغات و نامورسازی‌های خود از تبلیغات توییتر استفاده کنند و آنها را به استفاده از توییتر در فعالیت تبلیغاتی خود ترغیب کرده و خدمات پشتیبانی و تحلیل را برای بررسی اثر کارشان به آن‌ها عرضه می‌کند. 